# Decade (中村あゆみのアルバム)
『Decade』（ディケiイド）は、中村あゆみ初のライブ・アルバム。1993年11月24日発売。発売元は、マイカルハミングバード。

## 解説
デビュー10周年を記念したアルバムで、1993年8月31日の AYUMI DAY 9th・渋谷公会堂でのライブを収録。全てシングル表題曲である。中村がマイカルハミングバード在籍時に発売した最後のアルバム。

## 収録曲
1. Midnight Kids(3:55)
  - 作詞 中村あゆみ・高橋研 作曲 高橋研
  - 1stシングル
2. ぼくのスノビズム(3:31)
  - 作詞 神沢礼江 作曲 Light House Project
  - 2ndシングル
3. 翼の折れたエンジェル(5:24)
  - 作詞・作曲 高橋研
  - 3rdシングル
4. 真夜中にラナウェイ(4:38)
  - 作詞・作曲 高橋研
  - 5thシングル
5. ちょっとやそっとじゃCAN'T GET LOVE(4:46)
  - 作詞・作曲 高橋研
  - 6thシングル
6. ONE HEART(5:02)
  - 作詞・作曲 高橋研
  - 7thシングル
7. Rolling Age(7:13)
  - 作詞・作曲 高橋研
  - 8thシングル
8. Still(4:50)
  - 作詞 中村あゆみ・浅見純 作曲 中村あゆみ
  - 9thシングル
9. メインストリート(5:45)
  - 作詞・作曲 中村あゆみ
  - 13thシングル
10. LIKE A FIRE(6:17)
  - 作詞・作曲 中村あゆみ
  - 14thシングル
11. BROTHER(5:10)
  - 作詞 中村あゆみ 作曲 中村あゆみ・鎌田ジョージ
  - 16thシングル
12. Jin Jin Jin(7:18)
  - 作詞 作曲 中村あゆみ
  - 18thシングル
13. LADY BOOGIE(7:02)
  - 作詞 作曲 中村あゆみ
  - 19thシングル
14. MIDNIGHT HALLELUJAH(5:51)
  - 作詞 作曲 中村あゆみ
  - 20thシングル

## 演奏
中村あゆみ & The Midnight Kids
- Vocal：中村あゆみ
- Guitars：鎌田ジョージ
- Bass：吉田隆一
- Drums：英竜介
- Background Vocal：和田恵子
- Keyboards：和田春彦

Additional musician
- Saxophone：竹上良成